# 快乐男声全国13强合辑
《快乐男声全国13强合辑》，亦称“13合辑”，是天娱传媒为快乐男声十三强打造的合辑，收录了十三强的十三首单曲和一首合唱，共14首歌曲，于2007年7月26日正式发行。天娱传媒为十三人各发行了一个版本，根据版本的不同，附赠不同歌手的明信片一张。

## 专辑歌曲
1. 还不是因为爱：蘇醒
2. 可不可以忘记：王栎鑫
3. 角斗士：郭彪
4. 爱是一个人的事：俞灏明
5. 爸爸妈妈去上班，我去幼儿园：陆虎
6. 流言有一千分贝：张杰
7. 等有饼吃咱再说吧：姚政
8. 思念母亲：阿穆隆
9. 有没有人告诉你：陈楚生
10. 少年游：魏晨
11. 肩上的翅膀：王铮亮
12. 伤城：张远
13. 痛快：吉杰
14. 我最闪亮：全国十三强

## MTV终极影音版
《快乐男声全国13强合辑MTV终极影音版》，是天娱传媒为快乐男声十三强打造的快乐男声全国13强合辑后再发行的MTV版本，收录了十三强十三首单曲的MV和一首合唱MV，共14首MV，于2007年10月16日正式发行。
专辑为双DVD制，DVD1收录14首MV，DVD2收录MV拍摄花絮。

### 影音版专辑歌曲

#### DVD1
同专辑歌曲。

#### DVD2
1. MV拍摄花絮